# Paul Jahn (Jurist)
Paul Jahn (* 4. April 1881 in Dessau; † 7. Mai 1959 in Kassel) war ein deutscher Bürgermeister und Gerichtspräsident des Hessischen Finanzgerichts in Kassel.

## Leben
Nach dem Studium der Rechtswissenschaften an der Friedrich-Schiller-Universität Jena, wo er Mitglied der Burschenschaft Germania Jena wurde, kam  er als Gerichtsassessor in den Justizdienst, bevor er 1909 die Stelle als besoldeter Stadtrat in Jena antrat. Dort blieb er bis zu seiner Wahl als Bürgermeister der Stadt Wernigerode im Jahr 1915. Nach siebenjähriger Amtszeit wechselte er in die Finanzverwaltung und wurde Landesfinanzrat am Landesfinanzamt in Rudolsdtadt.
In der Zeit der Weimarer Republik war er engagiertes Mitglied der Deutschen Staatspartei.
Von 1930 bis 1933 leitete er das Finanzamt (Außenbezirk) in Frankfurt am Main. Aus politischen Gründen wurde er zum Finanzgericht Darmstadt zwangsversetzt und vorzeitig in den Ruhestand versetzt. Grundlage hierfür war das Gesetz zur Wiederherstellung des Berufsbeamtentums, nach dessen Bestimmungen unerwünschte Personen aus dem Staatsdienst entfernt werden konnten.
1946 kam er in die Finanzverwaltung zurück und wurde Leiter der Abteilung des Finanzministeriums, die über Beschwerden zu entscheiden hatte. 
In den Jahren von 1948 bis 1952 bekleidete er das Amt des Präsidenten des Hessischen Finanzgerichts. In seine Amtszeit fällt der Aufbau des hessischen Finanzgerichts.